# Academia FC
Academia Fútbol Club – kolumbijski klub piłkarski z Bogoty. Założony został w roku 1998 i gra obecnie w drugiej lidze kolumbijskiej Primera B Colombiana.

## Osiągnięcia
- Wicemistrz II ligi (Categoría Primera B): 2007